# Finkbeiners Geburtstag
Finkbeiners Geburtstag ist ein Kriminalhörspiel aus der Reihe des Radio-Tatorts. Die Textvorlage stammt von Hugo Rendler, der hier erstmals das von Friedrich Ani und Uta-Maria Heim, und von Christine Lehmann für den Südwestrundfunk gestaltete Stuttgarter Ermittlerduo Kriminalhauptkommissarin Nina Brändle und Kriminaloberrat Xaver Finkbeiner fortführte. Finkbeiners Geburtstag wurde zum ersten Mal am 11. März 2010 ausgestrahlt. Neben den Hauptdarstellern traten mit Buddy Elias, Oliver Wnuk, Lars Rudolph, Thomas Thieme, Christian Koerner und Walter Renneisen weitere namhafte Sprecher beziehungsweise Schauspieler auf.
Der vorliegende 27. Fall der Gesamtreihe und fünfte Fall des Stuttgarter Tatorts dreht sich in erster Linie um den Ausbruch dreier Straftäter aus der Justizvollzugsanstalt Stuttgart-Stammheim und deren Entführung eines Taxifahrers samt Fahrzeug.

## Inhalt
Der fünfte Fall des Landeskriminalamts Baden-Württemberg in Stuttgart führt den stoischen und schweigsamen Südbadener Kriminaloberrat Xaver Finkbeiner als Profiler der Abteilung 8, „Operative Fallanalyse“, und seiner Kollegin, der wortreichen und raubeinigen Schwäbin, Kriminalhauptkommissarin Nina Brändle, diesmal zu einem ungewöhnlichen Fall, bei dem auch der Entführte in Verdacht gerät und Brändle ihren Kollegen wie im Fall Himmelreich und Höllental aus einer gefährlichen Situation befreien muss.
Angesichts der Ausgangslage, des gemeinsamen Ausbruchs eines Junkies, eines Killers und eines Bankräubers aus der Justizvollzugsanstalt Stuttgart-Stammheim, fragt man sich, warum der Polizeipräsident das unorthodoxe Profilingteam anfordert.
Da sie jedoch das Taxi des Taxifahrers Menner entwendet haben, ergeben sich zusätzliche Erwägungen. Denn Menners Vorstrafenliste scheint so lang wie sein Unterarm zu sein. Steht er etwa in Verbindung mit den drei Flüchtigen? Ergeben die Täterprofile Rückschlüsse auf einen etwaigen gemeinsamen Plan der Kriminellen?
Die Polizei findet schließlich Menners Taxi auf einem Park&Ride-Parkplatz und in dem Kofferraum Schmuck, der auf 120.000 Euro geschätzt wird. Dies scheint die Mutmaßungen zu bestätigen. Allerdings findet man weder Menners Vorschlaghammer, den er sonst immer dort mit sich führte, noch eine zurückgelassene Schusswaffe im Fahrzeug. Währenddessen flüchten die entflohenen Strafgefangenen weiter in Richtung Schweiz.
Für Kriminalhauptkommissarin Nina Brändle überschlagen sich die Ereignisse, als ihr Kollege an seinem freien Tag in Lörrach, an dem er zusammen mit seinem dementen Vater seinen Geburtstag feiern wollte, während eines Einkaufs bei einem Supermarkt-Überfall als Geisel genommen wird. Wer die Geiselnehmer sind, ahnt man bei der Verkettung der Umstände bereits.

## Hintergrund
Nach den ersten beiden Radio-Tatorten aus Stuttgart, Himmelreich und Höllental und Mordlauf, die beide aus der Feder von Christine Lehmann stammten, und dem dritten Fall, Falsches Herz, bei dem Friedrich Ani und Uta-Maria Heim die Textvorlage gestaltet hatten, trat hier erstmals Hugo Rendler als Autor auf. Überhaupt wechselte bei dem vorliegenden Fall fast die gesamte Crew: Mark Ginzler übernahm die Regie von Günter Maurer und für die Musik zeichnete erstmals Ulrich Bassenge verantwortlich, nachdem bisher Arndt Wirth die Kompositionen beigesteuert hatte. Die Dramaturgie übernahm wie bei den ersten beiden Episoden Uta-Maria Heim. Für den aus dem Südschwarzwald stammenden Autor Hugo Rendler war dieser Radio-Tatort nach Harry Hallers erste Leiche (SDR, 1993) und Plötzlicher Herztod (SDR, 1994) sein drittes Kriminalhörspiel. Hier trat er zudem in einer Gastsprecherrolle auf. Oliver Wnuk, der den Jörger spricht, absolvierte in den ARD-Radio-Tatorten des NDR von Matthias Wittekindt, Tod eines Tauchers (2009) und Störtebekers Rache (2010) die wiederkehrende Gastrolle des Torsten Brenner.

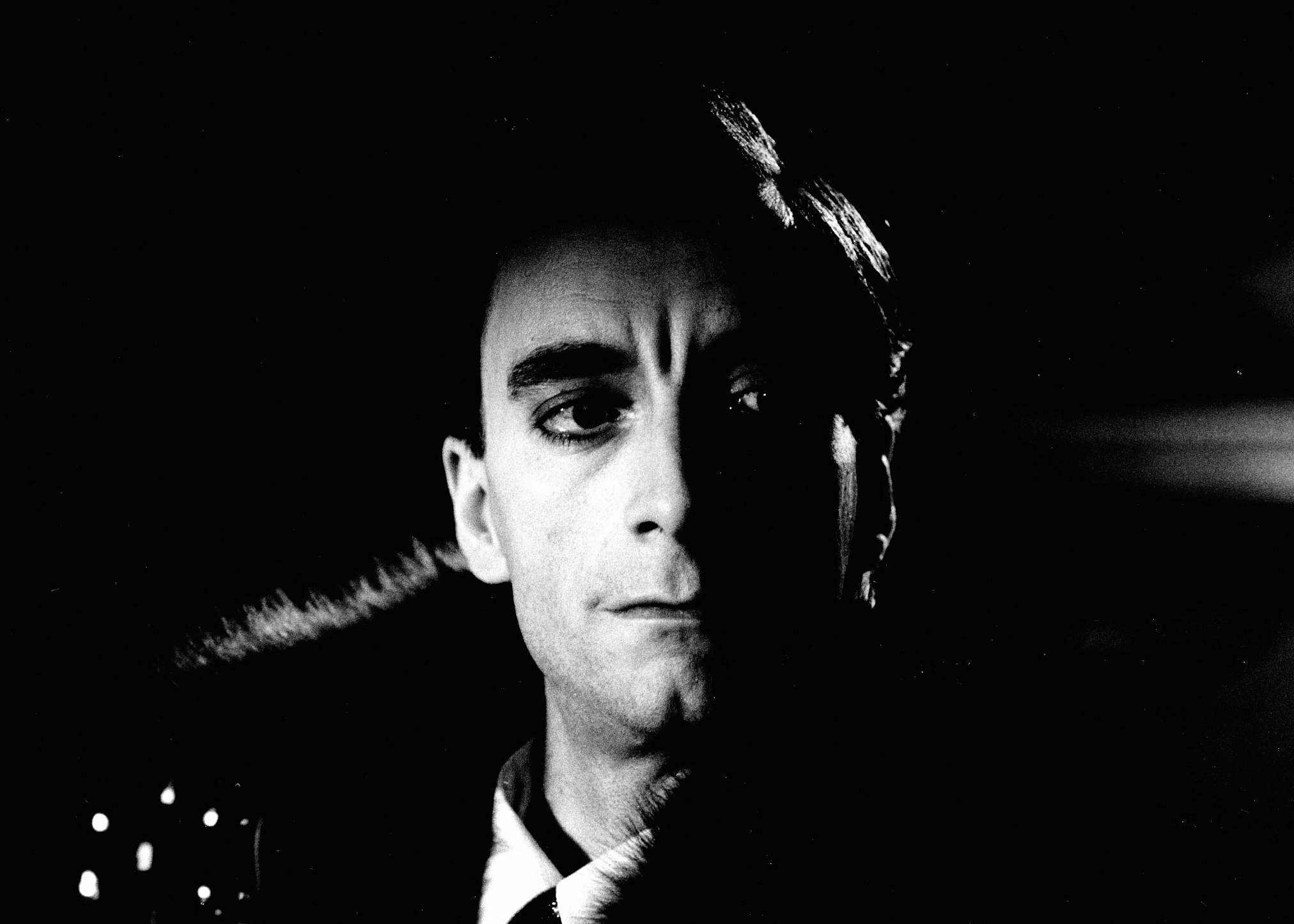
Ueli Jäggi, Sprecher des Kriminaloberrat Xaver Finkbeiners

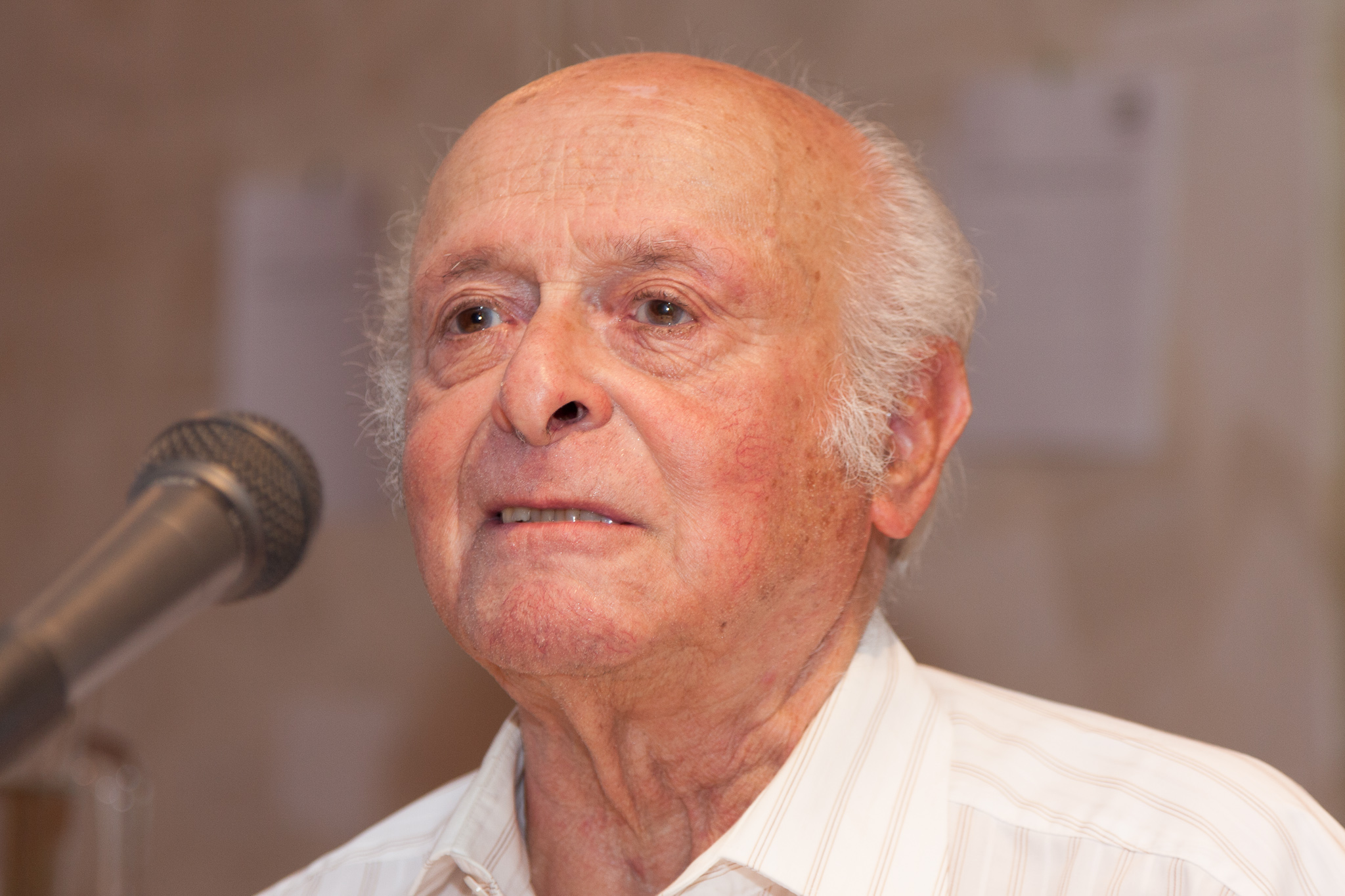
Buddy Elias, Sprecher des Vater Finkbeiners

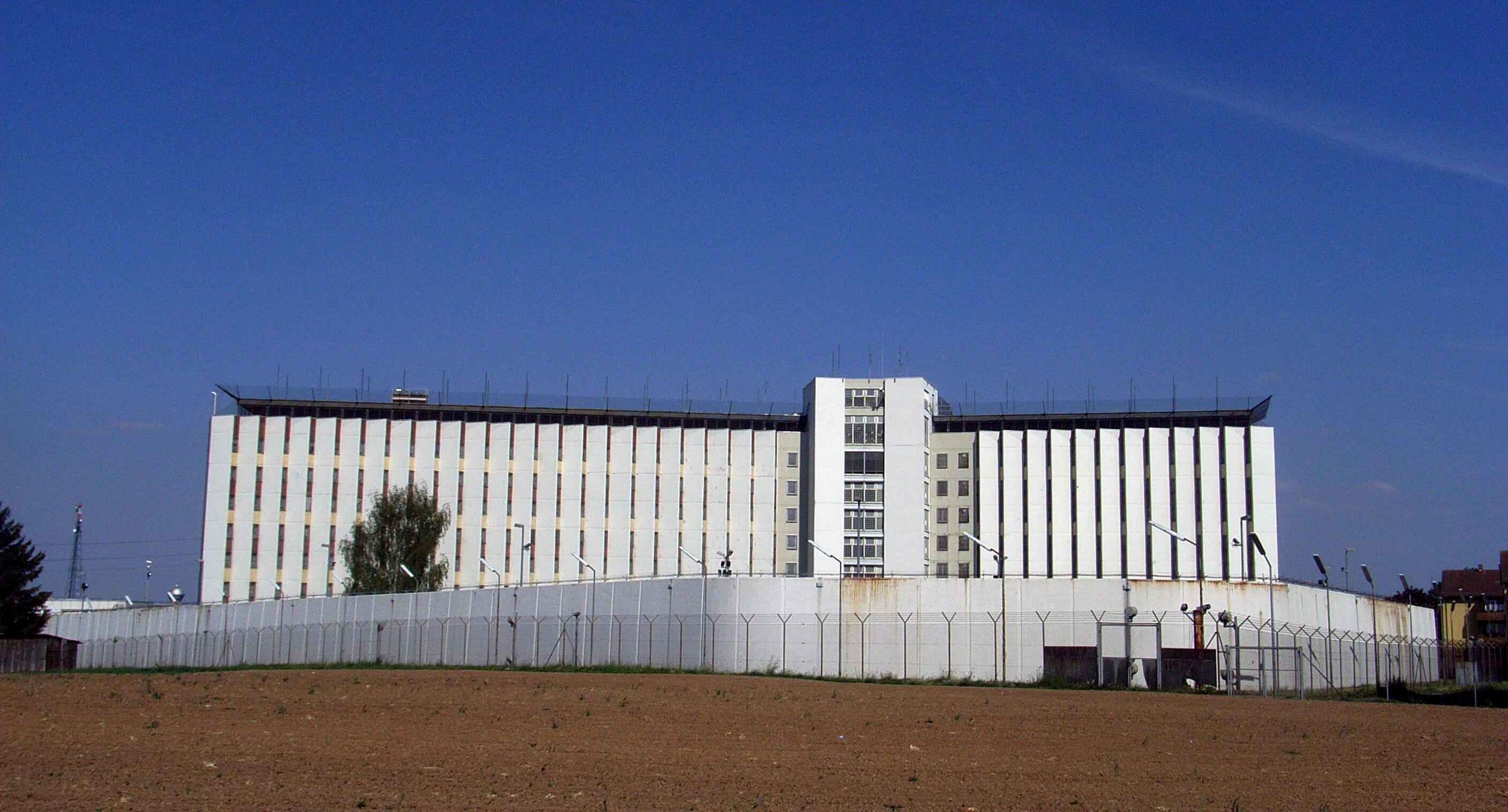
Justizvollzugsanstalt Stuttgart-Stammheim

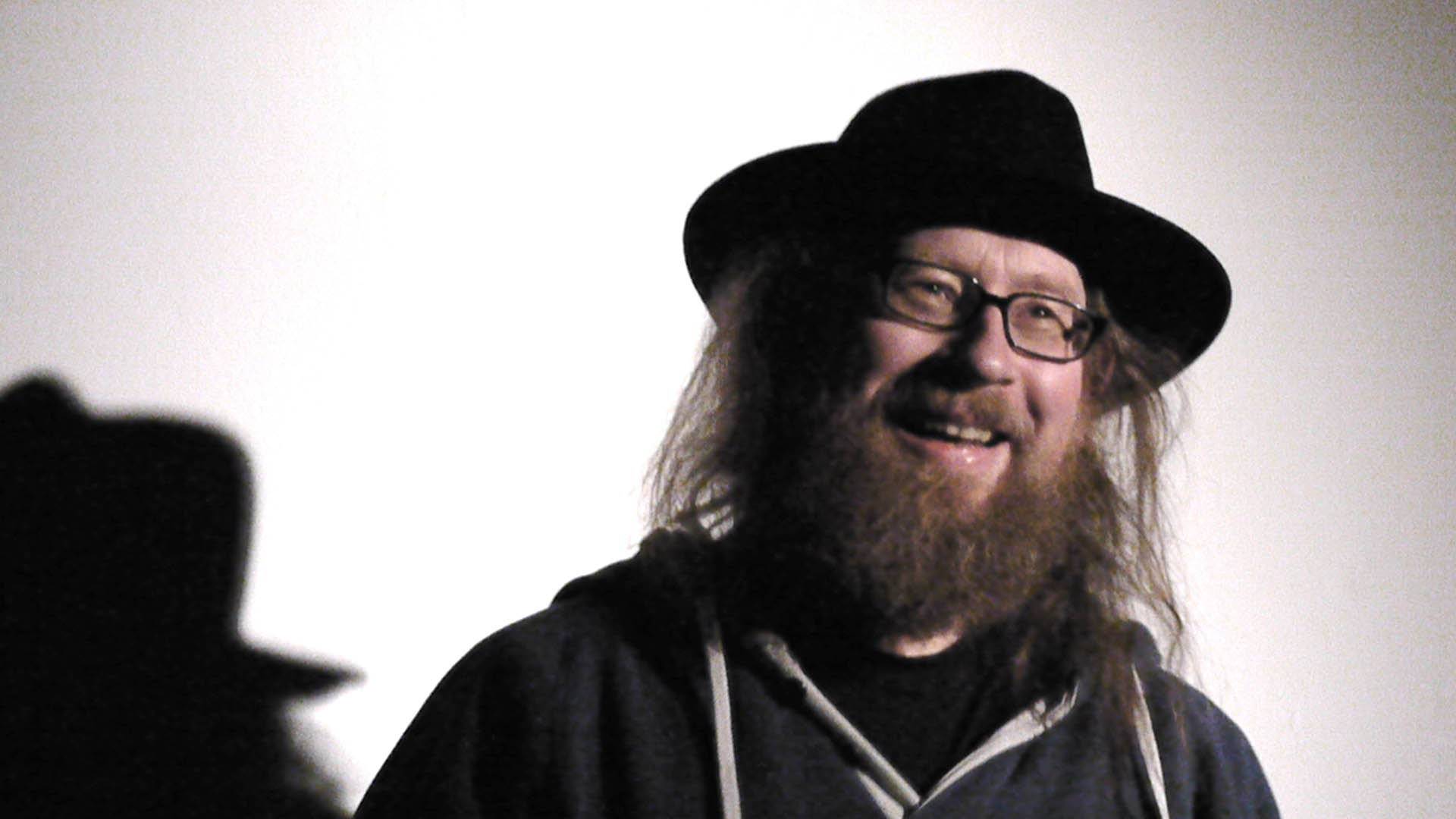
Ulrich Bassenge, Komponist des Radio-Tatorts Finkbeiners Geburtstag

Schriftstellerin und Dramaturgin Uta-Maria Heim zur Besetzung: „Der eine ein maulfauler Schwarzwälder, die andere eine geschwätzige Städterin: Das geht gar nicht gut. Xaver Finkbeiner und Nina Brändle sind wie Feuer und Wasser. Oder umgekehrt, wie der Name Brändle schon sagt. Mit Ueli Jäggi und Karoline Eichhorn haben wir die ideale Besetzung gefunden. Der Finkbeiner wurde direkt auf Jäggi hin konzipiert und ich bin heilfroh, dass wir ihn für die Reihe gewinnen konnten. Und Karoline Eichhorn ist ein wunderbares Pendant.“
War Nina Brändle in den ersten beiden Episoden durch einen drei Jahre zuvor erlittenen schweren Motorradunfall noch deutlich in ihrer Beweglichkeit eingeschränkt und musste sowohl auf Gehhilfen als auch auf einen behindertengerechten Wagen zurückgreifen, so hat sich dies in den späteren Folgen entscheidend geändert. War sie bereits damals schon zum Erschrecken ihres Chefs Finkbeiner, der am liebsten im Außendienst auf sich allein gestellt seiner rein intuitiven Art nachgehen möchte, erstaunlich mobil und liebte es ihren Chef nach vorne zu drängen, so ist nun auch ihre körperliche Beweglichkeit nahezu wiederhergestellt. So fährt sie inzwischen eine kleinere Ducati und betreibt auch wieder Kampfsport.
Diesmal spielte der Stuttgarter Tatort in Stuttgart-Stammheim und in Lörrach. Zum ersten Mal startet der Fall aus der Perspektive Brändles, die zunächst ohne ihren Chef, der sich im Urlaub befindet, auskommen muss.

## Rezensionen
- „Es zeichnete sich schon mit dem ersten Tatort des SWR aus der Feder von Christine Lehmann ab, dass man hier qualitativ ein Highlight zu setzen im Stande sein kann. Das Duo Finkbeiner/Brändle ist nicht nur aufgrund des festen regionalen Bezugs sehr unterhaltsam, vor allem aber wissen die Fälle zu überzeugen.“[4]
- „Dicht gepackt ist der erste SWR-Radiotatort des Jahres 2010. Das erdrückt den Plot schon ziemlich, denn hier geht es – zumindest für die beschauliche Erzählweise – schon etwas zu turbolent (sic!) zu. Die einzelnen Stränge laufen zwar zusammen, die Verknüpfungen werden aber ein wenig zu unglaubwürdig konstruiert. Besonders auffällig ist dies beim Aspekt, dass Finkbeiner der Kommissar war, der einen der flüchtigen Strafgefangenen verhaftet hat. Dieses Element hat keinen großen zusätzlichen Effekt für die Geschichte, wirkt aber so bemüht, dass deutlich mehr stört, denn nützt. Wie beim Inhalt, gibt es auch bei der Umsetzung Licht und Schatten. Zu Ersterem gehört das tolle Ensemble. Neben den beiden Protagonisten Brändle und Finkbeiner, die schon routiniert von Karoline Eichhorn und Ueli Jäggi verkörpert werden, gibt es auch im restlichen Cast viel Hörenswertes. Eine interessante Nebenrolle wird mit Finkbeiners Vater eingeführt. Buddy Elias leiht dem Heidegger zitierenden älteren Herrn seine Stimme. Diese Figur hat Potential für mehr, auch wenn sie in dieser Folge fast schon ein wenig überstrapaziert wird. Das schauspielerische Highlight der Reihe bildet das Gaunertrio. Mit Thomas Thieme, Lars Rudolph und Christian Koerner hat man hier drei Akteure gefunden, die eine richtig gute Performance anbieten. Sehr hörenswert ist auch Walter Renneisen als hektisch telefonierender Polizeipräsident..“[5]
- „Alle Landesrundfunkanstalten senden seitdem einmal im Monat den jeweils neuen ARD Radio Tatort, nutzen das kreative Potential ihrer besten Krimiautoren und sorgen für zusätzliche Aufmerksamkeit für die traditionsreiche Radiokunstform Hörspiel. Inzwischen erreicht der Radio Tatort ein Millionenpublikum, zusätzlich belegen hohe Abrufzahlen im Internet (www.radiotatort.ard.de) die Akzeptanz dieser Krimis.“[6]
- „In den Medien, in denen die Hinweise auf Rundfunksendungen, wenn überhaupt noch vorhanden, nur noch mit der Lupe gefunden werden konnten, wird der Hörfunk wieder wahrgenommen. Und die Kritiken – ganz gleich wie sie ausfallen – sie sind sogar ausführlich!“[7]